# Campionato di pallacanestro femminile NCAA Division I
Il campionato di pallacanestro femminile NCAA Division I è il massimo livello del campionato femminile di pallacanestro collegiale organizzato dalla NCAA negli Stati Uniti d'America.
Si tratta di un torneo a eliminazione diretta a cui partecipano ogni anno 68 istituti di Division I per contendersi il titolo nazionale.

## Storia
Tra il 1969 e il 1971 il torneo femminile di pallacanestro per le università statunitensi è stato organizzato dalla Commission on Intercollegiate Athletics for Women (CIAW) e tra il 1972 e il 1981 dalla Association for Intercollegiate Athletics for Women (AIAW). L'edizione del 1982 fu contesa tra la NCAA e la AIAW che organizzarono due tornei separati, ma quest'ultima fu soppressa già l'anno seguente. Dal 1983 il monopolio sugli sport femminili in ambito universitario passò all'NCAA, che già organizzava le competizioni maschili.

## Formato e selezione
Dal 2022 il formato e il processo di selezione delle università corrisponde a quello del campionato maschile, con 32 squadre qualificate automaticamente come campioni delle rispettive Conference e 36 squadre "at-large" scelte da un comitato di selezione, per un totale di 68 partecipanti.  Le squadre vengono collocate in quattro divisioni regionali (South, East, Midwest e West) ed ordinate come teste di serie da 1 a 16. Le quattro selezioni automatiche e le quattro selezioni "at-large" più basse in classifica, che condividono la stessa testa di serie, si affrontano in un turno preliminare, detto First Four, per avanzare al torneo a 64 squadre. Le quattro squadre vincitrici dei tornei regionali accedono alle Final Four. Le semifinali nazionali si svolgono di venerdì e le finali di domenica, anticipando di un giorno le partite del torneo maschile.

### Conference
Le Conference a cui partecipano le squadre di pallacanestro di Division I sono le seguenti:
- America East Conference
- American Athletic Conference
- Atlantic 10 Conference
- Atlantic Coast Conference
- Atlantic Sun Conference
- Big 12 Conference
- Big East Conference
- Big Sky Conference
- Big South Conference
- Big Ten Conference
- Big West Conference
- Coastal Athletic Association
- Conference USA
- Horizon League
- Ivy League
- Metro Atlantic Athletic Conference

- Mid-American Conference
- Mid-Eastern Athletic Conference
- Missouri Valley Conference
- Mountain West Conference
- Northeast Conference
- Ohio Valley Conference
- Pac-12 Conference
- Patriot League
- Southeastern Conference
- Southern Conference
- Southland Conference
- Southwestern Athletic Conference
- The Summit League
- Sun Belt Conference
- West Coast Conference
- Western Athletic Conference

## Albo d'oro
| Edizione | Campione                                         | Risultato                                        | Finalista                                        | MOP                                              | Impianto                                         |
| -------- | ------------------------------------------------ | ------------------------------------------------ | ------------------------------------------------ | ------------------------------------------------ | ------------------------------------------------ |
| 1982     | L.T. Lady Techsters                              | 76-62                                            | Cheyney Wolves                                   | Janice Lawrence                                  | Norfolk Scope                                    |
| 1983     | USC Trojans                                      | 69-67                                            | L.T. Lady Techsters                              | Cheryl Miller                                    | Norfolk Scope                                    |
| 1984     | USC Trojans (2)                                  | 72-61                                            | Tenn. L. Volunteers                              | Cheryl Miller (2)                                | Pauley Pavilion                                  |
| 1985     | ODU L. Monarchs                                  | 70-65                                            | Georgia L. Bulld.                                | Tracy Claxton                                    | Frank Erwin Center                               |
| 1986     | Texas Longhorns                                  | 97-81                                            | USC Trojans                                      | Clarissa Davis                                   | Rupp Arena                                       |
| 1987     | Tenn. L. Volunteers                              | 67-44                                            | L.T. Lady Techsters                              | Tonya Edwards                                    | Frank Erwin Center                               |
| 1988     | L.T. Lady Techsters (2)                          | 56-54                                            | Auburn Tigers                                    | Erica Westbrooks                                 | Tacoma Dome                                      |
| 1989     | Tenn. L. Volunteers (2)                          | 76-60                                            | Auburn Tigers                                    | Bridgette Gordon                                 | Tacoma Dome                                      |
| 1990     | Stanford Cardinal                                | 88-81                                            | Auburn Tigers                                    | Jennifer Azzi                                    | Thompson-Boling Arena                            |
| 1991     | Tenn. L. Volunteers (3)                          | 70-67                                            | Virginia Cavaliers                               | Dawn Staley                                      | Lakefront Arena                                  |
| 1992     | Stanford Cardinal (2)                            | 78-62                                            | WKU Lady Toppers                                 | Molly Goodenbour                                 | Los Angeles Memorial Sports Arena                |
| 1993     | TTU Lady Raiders                                 | 84-82                                            | Ohio St. Buckeyes                                | Sheryl Swoopes                                   | Omni Coliseum                                    |
| 1994     | N. Carol. Tar Heels                              | 60-59                                            | L.T. Lady Techsters                              | Charlotte Smith                                  | Richmond Coliseum                                |
| 1995     | UConn Huskies                                    | 70-64                                            | Tenn. L. Volunteers                              | Rebecca Lobo                                     | Target Center                                    |
| 1996     | Tenn. L. Volunteers (4)                          | 83-65                                            | Georgia L. Bulld.                                | Michelle Marciniak                               | Charlotte Coliseum                               |
| 1997     | Tenn. L. Volunteers (5)                          | 68-59                                            | ODU L. Monarchs                                  | Chamique Holdsclaw                               | Riverfront Coliseum                              |
| 1998     | Tenn. L. Volunteers (6)                          | 93-75                                            | L.T. Lady Techsters                              | Chamique Holdsclaw (2)                           | Kemper Arena                                     |
| 1999     | Purdue Boilerm.                                  | 62-45                                            | Duke Blue Devils                                 | Ukari Figgs                                      | San Jose Arena                                   |
| 2000     | UConn Huskies (2)                                | 71-52                                            | Tenn. L. Volunteers                              | Shea Ralph                                       | First Union Center                               |
| 2001     | N. Dame F. Irish                                 | 68-66                                            | Purdue Boilerm.                                  | Ruth Riley                                       | Savvis Center                                    |
| 2002     | UConn Huskies (3)                                | 82-70                                            | Oklahoma Sooners                                 | Swin Cash                                        | Alamodome                                        |
| 2003     | UConn Huskies (4)                                | 73-68                                            | Tenn. L. Volunteers                              | Diana Taurasi                                    | Georgia Dome                                     |
| 2004     | UConn Huskies (5)                                | 70-61                                            | Tenn. L. Volunteers                              | Diana Taurasi (2)                                | New Orleans Arena                                |
| 2005     | Baylor Bears                                     | 84-62                                            | Michigan Wolver.                                 | Sophia Young                                     | RCA Dome                                         |
| 2006     | Maryland Terrapins                               | 78-75                                            | Duke Blue Devils                                 | Laura Harper                                     | TD Banknorth Garden                              |
| 2007     | Tenn. L. Volunteers (7)                          | 59-46                                            | Rutgers S. Knights                               | Candace Parker                                   | Quicken Loans Arena                              |
| 2008     | Tenn. L. Volunteers (8)                          | 64-48                                            | Stanford Cardinal                                | Candace Parker (2)                               | St. Pete Times Forum                             |
| 2009     | UConn Huskies (6)                                | 76-54                                            | Louisville Cardinals                             | Tina Charles                                     | Scottrade Center                                 |
| 2010     | UConn Huskies (7)                                | 53-47                                            | Stanford Cardinal                                | Maya Moore                                       | Alamodome                                        |
| 2011     | Texas A&M Aggies                                 | 76-70                                            | N. Dame F. Irish                                 | Danielle Adams                                   | Conseco Fieldhouse                               |
| 2012     | Baylor Bears (2)                                 | 80-61                                            | N. Dame F. Irish                                 | Brittney Griner                                  | Pepsi Center                                     |
| 2013     | UConn Huskies (8)                                | 93-60                                            | Louisville Cardinals                             | Breanna Stewart                                  | New Orleans Arena                                |
| 2014     | UConn Huskies (9)                                | 79-58                                            | N. Dame F. Irish                                 | Breanna Stewart (2)                              | Bridgestone Arena                                |
| 2015     | UConn Huskies (10)                               | 63-53                                            | N. Dame F. Irish                                 | Breanna Stewart (3)                              | Amalie Arena                                     |
| 2016     | UConn Huskies (11)                               | 82-51                                            | Syracuse Orange                                  | Breanna Stewart (4)                              | Bankers Life Fieldhouse                          |
| 2017     | S.C. Gamecocks                                   | 67-55                                            | MSU Bulldogs                                     | A'ja Wilson                                      | American Airlines Center                         |
| 2018     | N. Dame F. Irish (2)                             | 61-58                                            | MSU Bulldogs                                     | Arike Ogunbowale                                 | Nationwide Arena                                 |
| 2019     | Baylor Bears (3)                                 | 82-81                                            | N. Dame F. Irish                                 | Chloe Jackson                                    | Amalie Arena                                     |
| 2020     | Non disputato a causa della pandemia di COVID-19 | Non disputato a causa della pandemia di COVID-19 | Non disputato a causa della pandemia di COVID-19 | Non disputato a causa della pandemia di COVID-19 | Non disputato a causa della pandemia di COVID-19 |
| 2021     | Stanford Cardinal (3)                            | 54-53                                            | Arizona Wildcats                                 | Haley Jones                                      | Alamodome                                        |
| 2022     | S.C. Gamecocks (2)                               | 64-49                                            | UConn Huskies                                    | Aliyah Boston                                    | Target Center                                    |
| 2023     | LSU Lady Tigers                                  | 102-85                                           | Iowa Hawkeyes                                    | Angel Reese                                      | American Airlines Center                         |
| 2024     | S.C. Gamecocks (3)                               | 87-75                                            | Iowa Hawkeyes                                    | Kamilla Cardoso                                  | Rocket Mortgage Fieldhouse                       |
| 2025     | UConn Huskies (3)                                | 82-59                                            | S.C. Gamecocks                                   | Azzi Fudd                                        | Amalie Arena                                     |

## Statistiche

### Vittorie per università
| Squadra             | Vittorie | Anni                                                                   |
| ------------------- | -------- | ---------------------------------------------------------------------- |
| UConn Huskies       | 12       | 1995, 2000, 2002, 2003, 2004, 2009, 2010, 2013, 2014, 2015, 2016, 2025 |
| Tenn. L. Volunteers | 8        | 1987, 1989, 1991, 1996, 1997, 1998, 2007, 2008                         |
| S.C. Gamecocks      | 3        | 2017, 2022, 2024                                                       |
| Stanford Cardinal   | 3        | 1990, 1992, 2021                                                       |
| Baylor Bears        | 3        | 2005, 2012, 2019                                                       |
| N. Dame F. Irish    | 2        | 2001, 2018                                                             |
| L.T. Lady Techsters | 2        | 1982, 1988                                                             |
| Stanford Cardinal   | 2        | 1983, 1984                                                             |
| LSU Lady Tigers     | 1        | 2023                                                                   |
| Texas A&M Aggies    | 1        | 2011                                                                   |
| Maryland Terrapins  | 1        | 2006                                                                   |
| Purdue Boilerm.     | 1        | 1999                                                                   |
| N. Carol. Tar Heels | 1        | 1994                                                                   |
| TTU Lady Raiders    | 1        | 1993                                                                   |
| Texas Longhorns     | 1        | 1986                                                                   |
| ODU L. Monarchs     | 1        | 1985                                                                   |

### Allenatori plurivincitori
| Allenatore      | Vittorie | Squadra                      |
| --------------- | -------- | ---------------------------- |
| Geno Auriemma   | 11       | UConn Huskies                |
| Pat Summitt     | 8        | Tenn. L. Volunteers          |
| Kim Mulkey      | 4        | Baylor Bears LSU Lady Tigers |
| Dawn Staley     | 3        | S.C. Gamecocks               |
| Tara VanDerveer | 3        | Stanford Cardinal            |
| Muffet McGraw   | 2        | N. Dame F. Irish             |
| Linda Sharp     | 2        | USC Trojans                  |

## Premi annuali

### Giocatori
- NCAA Tournament Most Outstanding Player
- John R. Wooden Award
- Wade Trophy
- Naismith College Player of the Year
- Naismith Defensive Player of the Year
- Nancy Lieberman Award
- Frances Pomeroy Naismith Award

### Allenatori
- John R. Wooden Award
- Naismith College Coach of the Year
- Associated Press College Basketball Coach of the Year